# Chelon macrolepis
Chelon macrolepis is een straalvinnige vissensoort uit de familie van de harders (Mugilidae). De wetenschappelijke naam van de soort is voor het eerst geldig gepubliceerd in 1846 door Smith.